# Ascosphaeraceae
Ascosphaeraceae es una familia de hongos en Ascomycota, clase Eurotiomycetes.